# Furna d' Água
A Furna d' Água sendo conhecida também por Furna de Beber é uma gruta portuguesa localizada na freguesia de São Mateus, concelho de Santa Cruz da Graciosa, ilha Graciosa, arquipélago dos Açores.
Esta cavidade apresenta uma geomorfologia de origem vulcânica em forma de tubo de lava localizado em encosta. Este acidente geológico apresenta um comprimento máximo de 29,6 m, por uma largura também máxima de 4,5 m e por uma altura igualmente máxima de 4 m.
Esta pequena cavidade vulcânica situa-se na Caminho das Furnas próxima à Furna do Abel . Existe no interior desta gruta um reservatório subterrâneo (depósito) que recebe a água proveniente de uma pequena nascente existente numa parede na parte final da gruta. O acesso ao interior desta cavidade é condicionado por uma parede, que tapa verticalmente o tubo, com uma abertura onde está colocada uma porta de madeira. A gruta terá tido provavelmente um comprimento maior, mas encontra-se obstruída por uma derrocada, junto à nascente. 
Descreve Canto Moniz:  “…encontrando-se a 8,50 m da entrada uma fonte de excellente agua nativa, donde se abastecem os habitantes da Canada, pelo que tem o nome de furna de beber”. 

## Fauna e flora
Na zona de entrada e no interior da gruta são observáveis as seguintes espécies:
Espécies de flora
- Agrostis sp.
- Asplenium hemionitis
- Diplazium caudatum
- Erigeron karvinskianus
- Hedera azorica
- Holcus lanatus
- Hedychium gardnerianum
- Holcus lanatus
- Physalis peruviana
- Picris sp.
- Pittosporum undulatum
- Poa annua
- Selaginella kraussiana
- Umbilicus rupestris

Espécies de artrópodes
- Otiorhynchus cribicollis
- Paranchus albipes